# Raúl Montero Bustamante
Raúl Montero Bustamante (1881 - 1958) va ser un crític literari, professor i historiador uruguaià, membre de l'Acadèmia Nacional de Lletres del seu país.

## Biografia
Va ser, durant molts anys, professor de literatura i història d'Amèrica i de l'Uruguai a la Universitat de la República. Va col·laborar assíduament amb la "Revista Literaria" (que ell mateix va fundar el 1900), "Vida Moderna" i la "Revista Nacional" (que va estar sota la seva direcció entre 1938 i 1956).
Va ser també corresponsal literari del diari La Prensa de Buenos Aires.
Va ser president i membre d'honor de l'Institut Històric Geogràfic, on va treballar des de 1915; president de la Comissió Nacional de Belles Arts; secretari del Museu Pedagògic, i president i membre d'honor de l'Acadèmia Nacional de Lletres de l'Uruguai des de la seva fundació el 1943.
Es troba enterrat al Cementiri Central, a Montevideo.

## Obra
Alguns dels seus treballs publicats més coneguts són:
- Parnaso oriental (antologia poètica, 1905).
- Ensayos (1928).
- Detrás de los Andes (1934).
- Estampas (1942).
- La ciudad de los libros (1944).
- Juan María Pérez (1945).